# Бренес, Пабло
Пабло Андрес Бренес Кесада (исп. 	Pablo Andrés Brenes Quesada; 4 февраля 1982, Сан-Исидро-де-Эль-Хенераль, кантон Перес-Селедон) — бывший коста-риканский футболист, полузащитник. Выступал за сборную Коста-Рики.

## Карьера

### Клубная
Выступал за ряд местных команд. Несколько лет провел в одном из ведущих клубов Коста-Рики «Саприссе». Провел один сезон в MLS за «МетроСтарз». Завершал свою карьеру в команде «Сантос де Гуапилес».

### В сборной
Вызывался в молодежную сборную страны. В 2004 году Бренес принял участие в Летних Олимпийских играх в Афинах. За главную национальную команду страны полузащитник дебютировал 19 июня 2005 года в товарищеском матче против Китая (2:2). В 2009 году вместе с «тикос» Бренес завоевал бронзу на Золотом Кубке КОНКАКАФ в США. Всего за сборную провел 11 игр.

## Достижения

### Национальные
- Чемпион Коста-Рики (4) : 2005/06, 2006/07, 2007 (Зима), 2009 (зима).

### Международные
- Бронзовый призёр Золотого кубка КОНКАКАФ (1): 2009.
- Бронзовый призёр Клубного чемпионата мира (1): 2005.